# Cut (Alba)
Cut é uma comuna romena localizada no distrito de Alba, na região histórica da Transilvânia. A comuna possui uma área de 30.80 km² e sua população era de 1254 habitantes segundo o censo de 2009.